# Шинџи Мураи
Шинџи Мураи (јап. 村井 慎二; 1. децембар 1979) бивши је јапански фудбалер.

## Каријера
Током каријере је играо за ЈЕФ Јунајтед Чиба, Џубило Ивата и Оита Тринита.

## Репрезентација
За репрезентацију Јапана дебитовао је 2005. године. За тај тим је одиграо 5 утакмица.

## Статистика
| Јапан  | Јапан   | Јапан  |
| Година | Наступи | Голови |
| ------ | ------- | ------ |
| 2005.  | 3       | 0      |
| 2006.  | 2       | 0      |
| Укупно | 5       | 0      |